# Sogno di prigioniero
Sogno di prigioniero (Peter Ibbetson) è un film del 1935 diretto da Henry Hathaway. La storia, tratta dal romanzo di George du Maurier e dal lavoro teatrale di John Nathaniel Raphael, era stata portata sullo schermo nel 1921 in La vita è un sogno di George Fitzmaurice con Wallace Reid.
Amato dai surrealisti francesi (e in particolare da André Breton), Sogno di prigioniero fu considerato da Luis Buñuel uno dei dieci migliori film del mondo.

## Trama
(Mary/Ann Harding)
Mary e Peter sono due bambini molto legati tra loro, che vivono nella periferia di Parigi in una lussuosa villa divisa in due proprietà e circondata da un grande giardino. Quando Peter perde la madre, è costretto ad andare a vivere a Londra presso uno zio.
Gli anni passano, Peter nel frattempo è divenuto un valente architetto e durante una breve vacanza a Parigi torna a visitare la villa della sua infanzia. Laggiù il ricordo di Mary si ravviva a tal punto che Peter la considera ora l'unica donna che abbia mai amato.
Tornato a Londra, Peter viene incaricato di progettare le nuove scuderie nella dimora di campagna del duca di Towers, che ha sposato una donna più giovane di lui e dalla quale Peter si sente attratto fin dal primo incontro.
Nel corso dei lavori di costruzione delle scuderie, tra Peter e la duchessa di Towers nasce un amore non dichiarato ma che viene ugualmente intuito dal duca. Una sera Peter è obbligato dal marito geloso a confessare il proprio sentimento per la duchessa, la sola donna, ammette il giovane architetto, che sia riuscita a fargli dimenticare il suo amore infantile.
Udite queste parole la duchessa, che è in realtà la stessa Mary di tanti anni prima, riconosce il suo adorato amico e fa sì che pure lui la riconosca. Prima di andarsene via Peter incontra ancora una volta Mary e le chiede di partire con lui; ma il duca li sorprende e minaccia di ucciderli con una pistola. Peter reagisce e per proteggere Mary, pur non volendo, uccide il duca.
Nel processo che segue Peter viene condannato all'ergastolo. Egli però sente di non poter vivere lontano da Mary e si rifiuta di prendere acqua e cibo, desiderando soltanto la morte.
Picchiato selvaggiamente dai sorveglianti per essersi azzuffato con un altro detenuto, Peter è ormai in fin di vita. In sogno gli appare Mary, che sebbene lontana sente la sua stessa pena, e gli chiede di non lasciarsi morire per continuare a sognare insieme a lei.
Così Peter e Mary continueranno ad amarsi in sogno fino alla vecchiaia ed entrambi moriranno nello stesso giorno dopo essersi rivisti un'ultima volta giovani e felici come un tempo.

## Produzione
Il film fu prodotto dalla Paramount Pictures. Venne girato in California, al Big Bear Lake e nella Big Bear Valley. Alcune scene furono girate all'Iverson Ranch di Chatsworth a Los Angeles e negli Studi della Paramount al 5555 di Melrose Avenue, Los Angeles.

## Distribuzione
Distribuito dalla Paramount Pictures, il film fu presentato in prima negli Stati Uniti il 31 ottobre. Uscì nelle sale il 7 novembre 1935.

### Date di uscita
IMDb
- USA	31 ottobre 1935	 (première)
- USA	7 novembre 1935
- Finlandia	26 gennaio 1936
- Danimarca	29 gennaio 1936
- Francia	4 febbraio 1936
- Estonia	13 maggio 1936
- Germania	15 maggio 1936
- Germania Ovest	24 ottobre 1980	 (prima TV)
- Francia	19 febbraio 2003	 (riedizione)
- Grecia	26 settembre 2010	 (Athens Film Festival)

Alias
- Peter Ibbetson 	USA (titolo originale)
- Peter Ibbetson 	Austria / Danimarca / Francia / Germania / Grecia (titolo festival)
- Fången på Dartmoor	Svezia
- I foni tou pepromenou   	Grecia
- Ikuinen liekki	Finlandia
- Sogno di prigioniero	 Italia
- Sueño de amor eterno	  Spagna

### Critica
Sogno di prigioniero è un elogio cinematografico dell’amour fou, “vivo nel ricordo per il suo senso profondo dell'amore e della morte”.